# Alain Alexis Barsacq
Pour les articles homonymes, voir Barsacq.
 (janvier 2017).
Si vous disposez d'ouvrages ou d'articles de référence ou si vous connaissez des sites web de qualité traitant du thème abordé ici, merci de compléter l'article en donnant les références utiles à sa vérifiabilité et en les liant à la section « Notes et références ».
Alain-Alexis Barsacq (né à Paris le 2 juillet 1936) est un metteur en scène, décorateur, scénographe, et directeur de théâtre français.

## Jeunesse
Fils du metteur en scène André Barsacq, il suit d'abord des études d'architecture, avant de devenir décorateur au Grenier de Toulouse, puis au théâtre de l'Atelier, établissement dirigé par son père, où il remplit également les fonctions d'assistant et de régisseur général. 
Curieux et soucieux d'approfondir ses connaissances, il se lance dans la recherche et mène, sous la direction du centre Censier et du CNRS, une mission scénographique au Yémen. 
Quelque temps plus tard, Alain Alexis Barsacq est nommé directeur technique puis responsable de production à l'IRCAM, alors chapeauté par Pierre Boulez. C'est également à cette époque qu'il développe ses premières mises en scène. Puis il fait la rencontre d'Agathe Alexis, avec qui il va collaborer à de nombreux projets.

## La Compagnie des Matinaux et le Théâtre de l'Atalante
Alain-Alexis Barsacq et Agathe Alexis commencent par créer une troupe, la Compagnie des Matinaux, puis ouvrent en 1984 le Théâtre de l'Atalante, en association avec Christian Schiaretti. Ce lieu devient aussi le siège d'une association de metteurs en scène et s'impose comme un vivier de création contemporaine. 
En 1992, Alain-Alexis Barsacq et Agathe Alexis sont nommés conjointement à la tête du centre dramatique national de Béthune, rebaptisé Comédie de Béthune, qu'ils réorganisent et administrent de main de maître jusqu'en 2004, et dont ils accroissent le rayonnement de façon remarquable. 
Personnalité déterminée, Alain-Alexis Barsacq s'est illustré par ses mises en scène variées : 
- Le Pain dur de Paul Claudel
- Play Strindberg de Friedrich Durrenmatt
- Caresses de Sergi Belbel
- Le Prix Martin d'Eugène Labiche
- Conviction intime et Projection privée de Rémi de Vos
- Les Émigrés de Sławomir Mrożek
- Le Tableau et Résidence tous risques de Viktor Slavkine
- 1988 : Douce Nuit de Harald Müller, Théâtre de l'Atalante, Théâtre des Mathurins, Théâtre national de Strasbourg